# Erythroxylum campinense
Erythroxylum campinense là một loài thực vật có hoa trong họ Erythroxylaceae. Loài này được Amaral mô tả khoa học đầu tiên năm 1976.